# Xã Otter Creek, Quận Mercer, Pennsylvania
Xã Otter Creek (tiếng Anh: Otter Creek Township) là một xã thuộc quận Mercer, tiểu bang Pennsylvania, Hoa Kỳ. Năm 2010, dân số của xã này là 589 người.